# Périclès, prince de Tyr
Pour les articles homonymes, voir Périclès (homonymie).
Périclès, prince de Tyr est une pièce de théâtre en partie écrite par William Shakespeare. Bien que la pièce ne soit pas reprise dans le Premier Folio (1623), elle est incluse dans les éditions modernes des œuvres complètes du dramaturge, et ce, même si les spécialistes considèrent généralement qu'un collaborateur, probablement George Wilkins, en a écrit les neuf premières scènes, et Shakespeare les treize restantes. Des expressions parsemées le long des premières scènes semblent, par leur style, être des remaniements faits par Shakespeare.
Écrite entre 1606 et 1608, la pièce est placée habituellement dans la catégorie des « romances tardives » de Shakespeare. Elle est inspirée de l'Histoire d'Apollonius de Tyr, relatée dans le huitième recueil de poèmes de John Gower : Confessio Amantis (1380). John Gower apparaît dans la pièce en tant que narrateur.

## Personnages
- Antochius, roi d'Antioche
- Périclès, prince de Tyr
- Hélicanus
 Escanès, seigneurs de Tyr
- Simonide, roi de Pentapolis
- Cléon, gouverneur de Tharse
- Lysimaque, gouverneur de Mytilène
- Cérimon, seigneur d'Éphèse
- Thaliard, seigneur d'Antioche
- Philémon, serviteur de Cérimon
- Léonin, serviteur de Dionysa
- Un majordome
- Un maquereau
- Boult, son serviteur

- La fille d'Antiochus
- Dionysa, femme de Cléon
- Thaisa, fille de Simonide
- Marina, fille de Périclès et de Thaisa
- Lychorida, nourrice de Marina
- Une entremetteuse

- Seigneurs, chevaliers, gentilshommes, matelots, pirates, pêcheurs et messagers

- Diane
- Gower, faisant office de chœur

## Lieux
L'action de la pièce se déroule dans différents pays d'Asie Mineure.

## Éditions de la pièce
- (en) Doreen Del Vecchio et Antony Hammond (éd.), Pericles, Prince of Tyre, The New Cambridge Shakespeare, CUP 1998.  (ISBN 978-0521297103)
- (en) Roger Warren (éd.), Pericles, Oxford World's Classics, CUP 2003  (ISBN 978-0199536832)
- (en) Suzanne Gossett (éd.), Pericles, The Arden Shakespeare,  A&C Black 2003  (ISBN 978-1903436851)